# Erotisk kompilation
|  | Denne artikel er oprettet af botten Steenthbot ud fra en ekstern database. Den kan derfor have sproglige fejl eller mangler. Denne skabelon kan fjernes efter kontrol af indholdet. |

[Erotisk kompilation] er en dansk dokumentarisk optagelse fra 1920.

## Handling
Et eksempel på en "orphan film", en forældreløs film, bestående af en samling uidentificerede klip. Der kan være tale om censurklip, eller blot om en filmoperatør, der har lavet sin egen lille erotiske kompilation.